# Catabolisme
El catabolisme és la part del metabolisme que consisteix en la transformació de molècules orgàniques o biomolècules complexes en molècules senzilles, i en l'emmagatzematge de l'energia química despresa, en forma d'enllaços fosfat de molècules d'ATP, mitjançant la destrucció de les molècules que contenen gran quantitat d'energia en els enllaços covalents que la formen.
El catabolisme és el procés invers de l'anabolisme.
La paraula catabolisme procedeix del grec kata que significa cap avall.

## Tipus de catabolisme

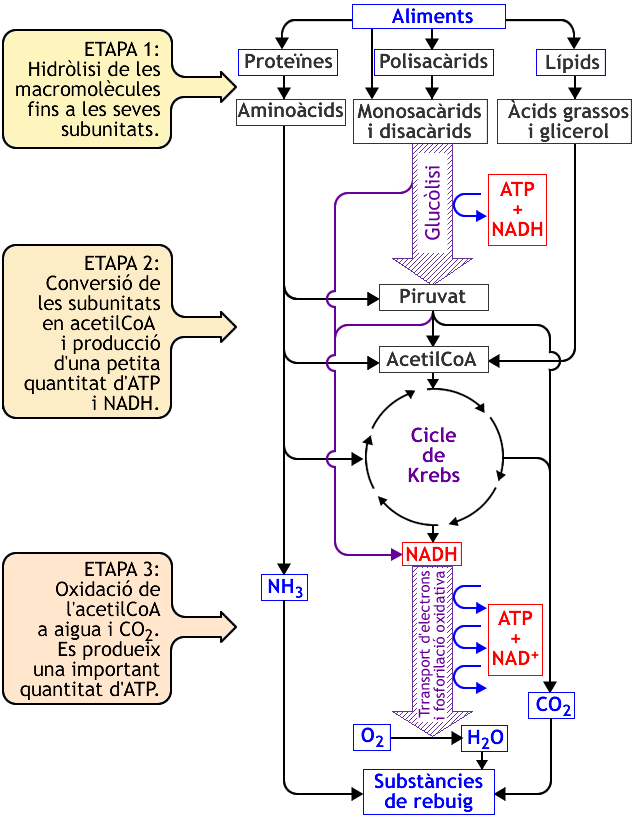
Esquema general del catabolisme

- Catabolisme dels hidrats de carboni: És el procés d'obtenir energia a partir de la glucosa que es realitza per tres mecanismes: glucòlisi, respiració cel·lular i fermentació.
- Catabolisme dels greixos Consisteix en el trencament dels triglicèrids en àcids grassos i glicerol, mitjançant la incorporació de tres molècules d'aigua i l'ajuda d'enzims anomenades lipases.
- Catabolisme de les proteïnes: És l'escissió de les cadenes polipeptídiques en els seus aminoàcids mitjançant enzims anomenats proteases. Els aminoàcids obtinguts tenen un catabolisme diferent i alguns poden formar glucosa mitjançant la gluconeogènesi.

La major part de les rutes catabòliques aeròbiques de glúcids, lípids i proteïnes convergeixen en uns pocs productes finals. En el catabolisme de biomolècules existeixen tres etapes fonamentals: 
1. Degradació de les macromolècules en les seves unitats constitutives.
2. Degradació d'aquestes unitats en molècules més simples com àcid pirúvic i acetil-coezima A
3. Oxidació total d'aquestes unitats en el cicle de l'àcid cítric, on convergeixen totes les vies catabòliques aeròbiques, punt clau del metabolisme cel·lular.